# Томмінокери (мінісеріал)
«Томмінокери» (англ. The Tommyknockers) — американський фантастичний мінісеріал 1993 року, екранізація однойменного роману Стівена Кінга.

## Сюжет
Дія фільму відбувається в містечку Гейвен, штат Мейн, містечку, в якому незрозуміла підземна енергія створює справжній хаос. У містечку діються справді дивні речі: маленький хлопчик не без допомоги старшого брата, якимось чарівним чином зникає, лялька, яка належить одній з жінок, неочікувано оживає, письменниця Боббі Андерсон приступає до археологічних розкопок, в результаті яких виявляє металевий предмет, що випромінює досить яскраве світло.
Мирне мальовниче містечко поступово перетворюється в безпритульне і страшне місце, де ніхто не може відчувати себе в безпеці…

## У ролях
| Актор             | Роль                        |
| ----------------- | --------------------------- |
| Джиммі Смітс      | Джим «Гард» Гарденер        |
| Марг Гелгенбергер | Роберта «Боббі» Андерсон    |
| Джон Ештон        | Бутч Дагган                 |
| Елліс Біслі       | помічник шерифа Бека Полсон |
| Роберт Керрадайн  | Браянт Браун                |
| Джоанна Кессіді   | шериф Рут Меррілл           |
| Енні Корлі        | Мері Браун                  |
| Кліфф Де Янг      | Джо Полсон                  |
| Трейсі Лордз      | Ненсі Восс                  |
| Е. Г. Маршалл     | Ев Гіллман                  |
| Чак Генрі         | Чез Стюарт                  |
| Леон Вудс         | Гіллі Браун                 |
| Пол МакАйвер      | Дейві Браун                 |
| Івонн Лоулі       | Мейбл Нойс                  |
| Білл Джонсон      | Елт Баркер                  |
| Джон Стімсон      | Барні Епплгейт              |
| Рік Лекінгер      | Джинглс                     |
| Пітер Роулі       | Бентон Роудс                |
| Джон Самнер       | містер Ерберг               |
| Елізабет Гоуторн  | Патриція МакКердл           |